# Bruno Cirillo
Bruno Cirillo (ur. 21 marca 1977 w Castellammare di Stabia) – włoski piłkarz, występujący pozycji środkowego obrońcy.

## Kariera klubowa
Karierę piłkarską Bruno Cirillo rozpoczął w trzecioligowej Regginie w 1994 roku. Z Regginą awansował do Serie B. Nie mogąc wywalczyć sobie miejsca w składzie Cirillo został wypożyczony do piątoligowego AS Tricase. W Tricase występował przez dwa lata i awansował w tym czasie do Serie C2. Dobra gra zaowocował powrotem do Regginy. Z Regginą po raz pierwszy w jej historii awansował do Serie A w 1999 roku.
Dobra gra zaowocowała transferem do Interu Mediolan. W Interze zadebiutował 28 września 2000 w wygranym 4–1 meczu z Ruchem Chorzów w I rundzie Pucharu UEFA. Ostatni raz w barwach czarno-niebieskich wystąpił 17 czerwca 2001 w wygranym 2–1 meczu ligowym z Bologną. W Interze rozegrał 26 spotkań (17 w lidze, 7 w Pucharze UEFA i 2 w Pucharze Włoch).
W 2001 przeszedł do pierwszoligowego US Lecce. Na początku 2002 został na pół roku wypożyczony do Regginy. Latem 2002 roku powrócił do Lecce, które w międzyczasie spadło z Serie A. W latach 2003–2005 był wypożyczony do Sieny. W 2002 roku przeszedł do greckiego AEK Ateny. W AEK Cirillo grał przez dwa sezony i rozegrał 50 meczów, w których strzelił 2 bramki. W 2007 roku przeszedł do hiszpańskiego Levante UD.
W klubie z Walencji występował tylko przez kilka miesięcy i na początku 2008 roku został wypożyczony do Regginy. Przed następnym sezonem został wykupiony z Levante przez Regginę. W Regginie grał do 2009 roku. Odszedł po jej spadku do Serie B. Wrócił do Grecji i został zawodnikiem PAOK-u Saloniki. Następnie grał w Alki Larnaka i FC Metz. W 2013 przeszedł do AEK Ateny. Grał też w FC Pune City i Regginie.

## Kariera reprezentacyjna
Bruno Cirillo ma za sobą występy w reprezentacji Włoch U-21. W 2000 roku zdobył mistrzostwo Europy. W tym samym roku wystąpił na Igrzyskach Olimpijskich. Na turnieju w Sydney wystąpił we wszystkich czterech meczach z Australią, Hondurasem, Nigerią i Hiszpanią.